# Chi Tếch
Chi Tếch (danh pháp khoa học: Tectona), là một chi cây gỗ cứng nhiệt đới, trước đây coi là thuộc họ Cỏ roi ngựa (Verbenaceae), nhưng hiện nay đã được chuyển sang họ Hoa môi (Lamiaceae) theo các nghiên cứu di truyền phân tử mới nhất, có nơi sinh sống bản địa là Đông Nam Á và thường được tìm thấy trong các thảm thực vật rừng gió mùa. Chúng là cây gỗ lớn, cao 30-40m và rụng lá vào mùa khô.
Tên gọi tếch xuất phát từ một từ trong tiếng Malayalam là Thekku, có cùng nguồn gốc với các từ tương ứng trong ngữ hệ Dravida.

## Các loài
Có ba loài tếch hiện dược công nhận:
- Tectona grandis (tếch thông thường, giá tị) đến nay là loài tếch quan trọng nhất,[2] với số lượng lớn phân bố ở Ấn Độ, Bangladesh, miền nam Trung Quốc, Myanmar, Pakistan và Đông Dương.
- Tectona hamiltoniana (tếch Dahat) là loài đặc hữu của Myanmar, nơi nó được xem là loài ở tình trạng đang nguy cấp.
- Tectona philippinensis (tếch Philippin) là loài đặc hữu của Philippines, cũng ở tình trạng nguy cấp.

## Hình ảnh

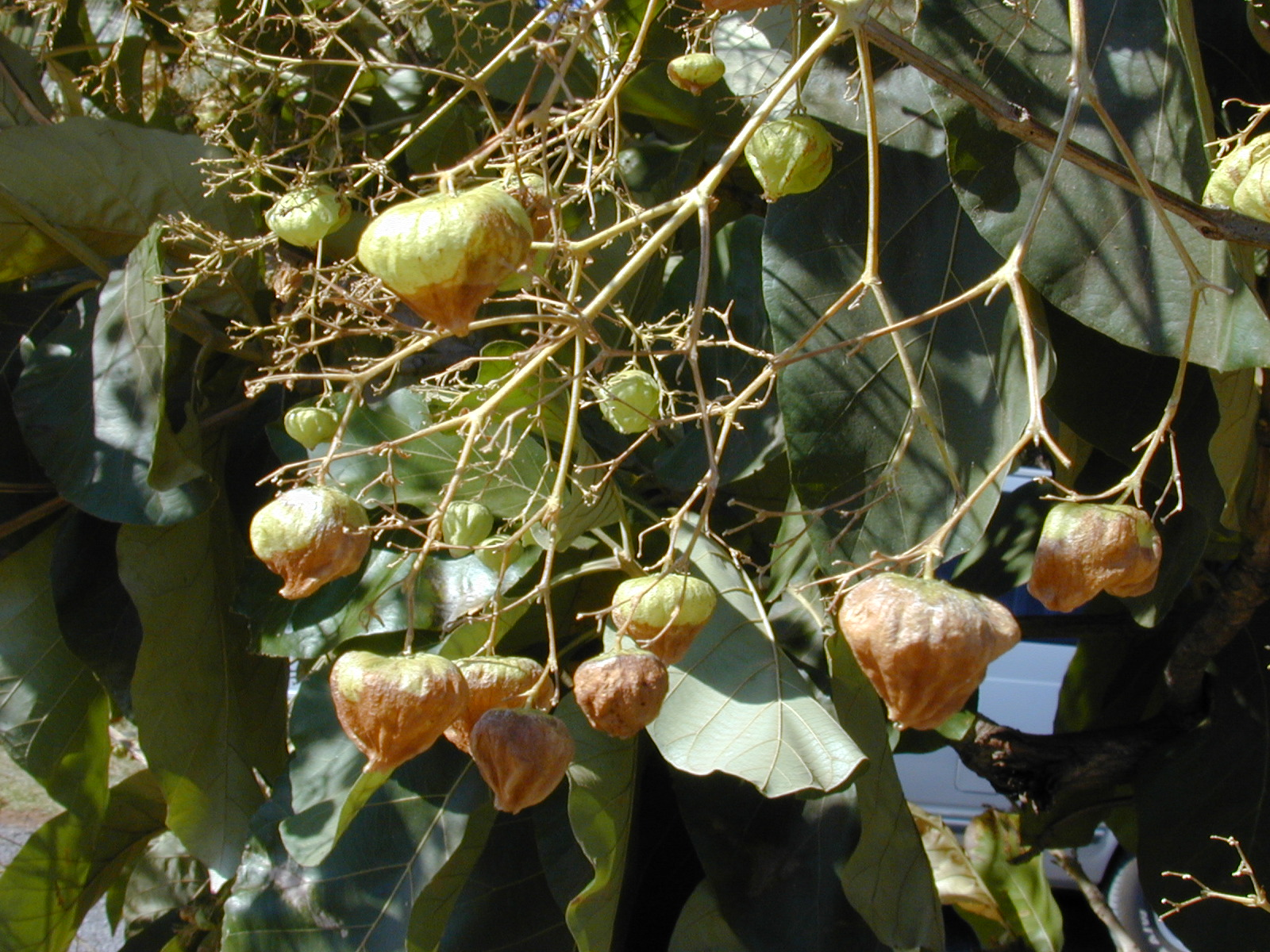
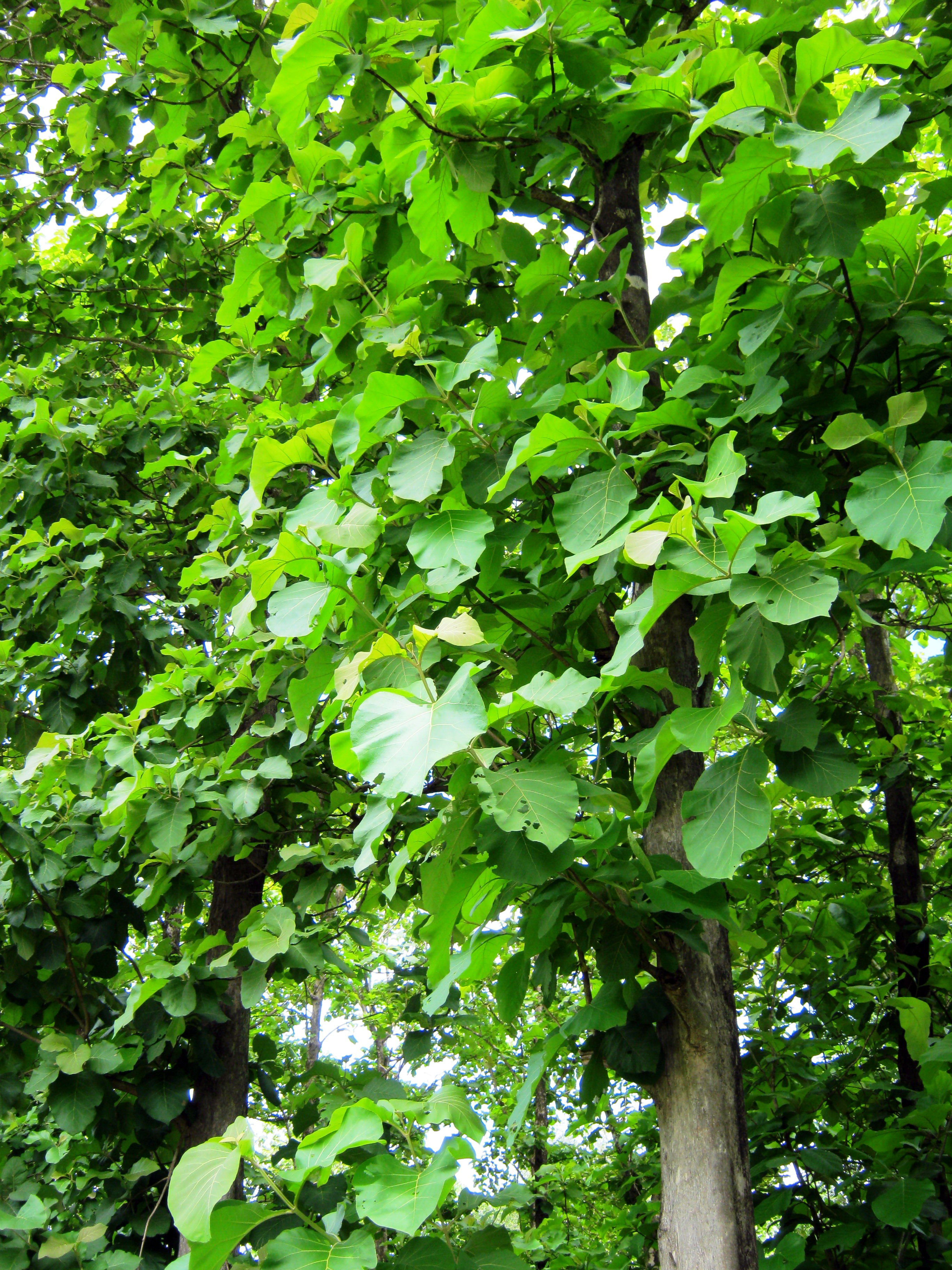
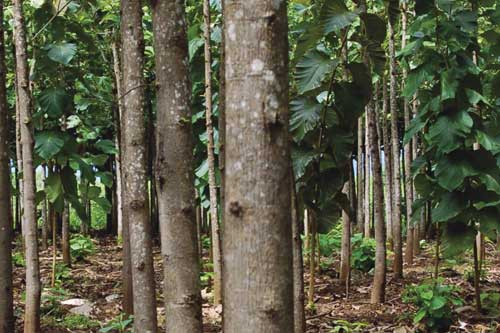